# رو گوانگ
رو گوانگ (انگلیسی: Ru Guang؛ زادهٔ ۱ نوامبر ۱۹۵۵)  کماندار اهل چین بود. وی در بازی‌های المپیک تابستانی ۱۹۸۸ شرکت کرده‌است.